# Kim Vilfort
Kim Vilfort (* 15. listopadu 1962, Valby, Dánsko) je bývalý dánský fotbalový záložník, který ukončil kariéru v roce 1998 v dánském klubu Brøndby Kodaň. V roce 1991 získal v Dánsku ocenění Fotbalista roku. Celou svou fotbalovou kariéru strávil v Dánsku s výjimkou sezóny 1985/86, kdy působil ve francouzském klubu Lille OSC.

## Reprezentace
Působil v dánských reprezentačních výběrech od kategorie do 17 let (U17, U19 a U21).
V A týmu Dánska zažil debut 5. října 1983 v utkání s Polskem (prohra 0:1). Na EURU 1992 ve Švédsku získal s týmem zlaté medaile, Dánsko porazilo ve finále Německo 2:0 a Vilfort vstřelil druhý gól dánského týmu. Celkem odehrál v dánském národním A-týmu 77 zápasů a vstřelil 14 gólů.
Účast Kima Vilforta na vrcholových turnajích:
- EURO 1988 v Západním Německu
- EURO 1992 ve Švédsku
- EURO 1996 v Anglii